# Orthonops gertschi
Espèce
Orthonops gertschi est une espèce d'araignées aranéomorphes de la famille des Caponiidae.

## Distribution
Cette espèce est endémique des États-Unis,. Elle se rencontre en Utah, dans le Nord-Ouest de l'Arizona, dans le Sud du Nevada et en Californie dans le comté de San Bernardino.

## Description
Le mâle décrit par Platnick en 1995 mesure 3,01 mm et la femelle 5,38 mm.

## Étymologie
Cette espèce est nommée en l'honneur de Willis John Gertsch.

## Publication originale
- Chamberlin, 1928 : A two-eyed spider from Utah. Psyche, vol. 35, p. 235-236 (texte intégral).